# Porodittia
Porodittia é um género botânico pertencente à família Calceolariaceae.

## Espécie
Porodittia triandra